# Manduca nigrita
Manduca nigrita är en fjärilsart som beskrevs av Rothschild 1903. Manduca nigrita ingår i släktet Manduca och familjen svärmare. Inga underarter finns listade i Catalogue of Life.